# The Moon Is Down
The Moon Is Down é o álbum de estreia da banda Further Seems Forever, lançado a 27 de Março de 2001.
Foi o único álbum a contar com o vocalista original, Chris Carrabba e o guitarrista Nick Dominguez. Carrabba tinhs decidido abandonar a banda para se dedicar inteiramente ao seu projeto a solo, Dashboard Confessional, mas decidiu juntar-se à banda para gravar o disco.

## Faixas
Todas as faixas por Further Seems Forever, exceto onde anotado.
1. "The Moon Is Down" - 3:12
2. "The Bradley" - 3:01
3. "Snowbirds and Townies" - 4:26
4. "Monachetti" - 2:42
5. "Madison Prep" - 2:54
6. "New Year's Project" - 4:14
7. "Just Until Sundown" (Further Seems Forever/Matthew Ian Fox) - 3:14
8. "Pictures of Shorelines" - 3:12
9. "Wearing Thin" - 2:59
10. "A New Desert Life" (Faixa escondida) - 8:52

## Créditos
- Chris Carrabba - Vocal
- Josh Colbert - Guitarra
- Nick Dominguez - Guitarra
- Chad Neptune - Baixo
- Steve Kleisath - Bateria
- James Paul Wisner - Teclados